# يابي كريدي
يابي كريدي (بالتركية: Yapı Kredi)‏ هو واحد من أوائل البنوك التجارية في تركيا ، ورابع أكبر بنك مملوك للقطاع العام في تركيا من حيث حجم أصوله. تأسست في عام 1944 من قبل كاظم طشقند. تشمل أصول البنك بطاقات الائتمان والأصول الخاضعة للإدارة والقروض غير النقدية والتأجير والتخصيم وصناديق التقاعد الخاصة والتأمين على غير الحياة. تتكون شبكة الخدمات المالية المجمعة للبنك من 835 فرعًا في جميع أنحاء البلاد مع أكثر من 13 مليون عميل. 
يابي كريدي إمكليلي هي واحدة من أكبر مزودي معاشات التقاعد والتأمين على الحياة في تركيا وكانت قوة رئيسية في نمو وتطوير أنظمة التقاعد والتأمين الجماعي في البلاد.